# بخش کویرات
بخش کویرات یکی از بخش‌های تابعه شهرستان آران و بیدگل در استان استان اصفهان ایران است.

## تقسیمات کشوری
- بخش کویرات 
  - دهستان کویرات
  - دهستان کویر

شهر : ابوزیدآباد

## جمعیت
براساس سرشماری عمومی نفوس و مسکن در سال ۱۳۹۵، جمعیت بخش کویرات برابر با ۱۴،۲۸۹ نفر بوده‌است.